# Cutandia memphitica
Cutandia memphitica là một loài thực vật có hoa trong họ Hòa thảo. Loài này được (Spreng.) Benth. mô tả khoa học đầu tiên năm 1881.